# Antiga Rectoria de Sant Medir
L'Antiga Rectoria de Sant Medir és una obra de Sant Gregori (Gironès) protegida com a Bé Cultural d'Interès Local.

## Descripció
Construcció de planta rectangular formada per dos cossos, un de més allargat, desenvolupat en planta baixa i pis i coberta de teula àrab a dues vessants. L'altre cos és transversal al primer i es desenvolupa en planta baixa, pis i golfes. La coberta és de teula àrab a dues vessants. Les parets portants són de maçoneria arrebossada a les façanes i deixant a la vista els carreus de les cantonades i d'algunes obertures. Les finestres del primer pis són emmarcades per brancals i llindes cisellats i l'ampit és motllurat. La porta d'accés presenta una gran llinda amb una inscripció cisellada a la pedra. L'interior s'estructura en dues crugies paral·leles a la façana principal, una més antiga i amb el sostre construït amb volta de maçoneria; i l'altra posterior amb volta de rajol.

## Història

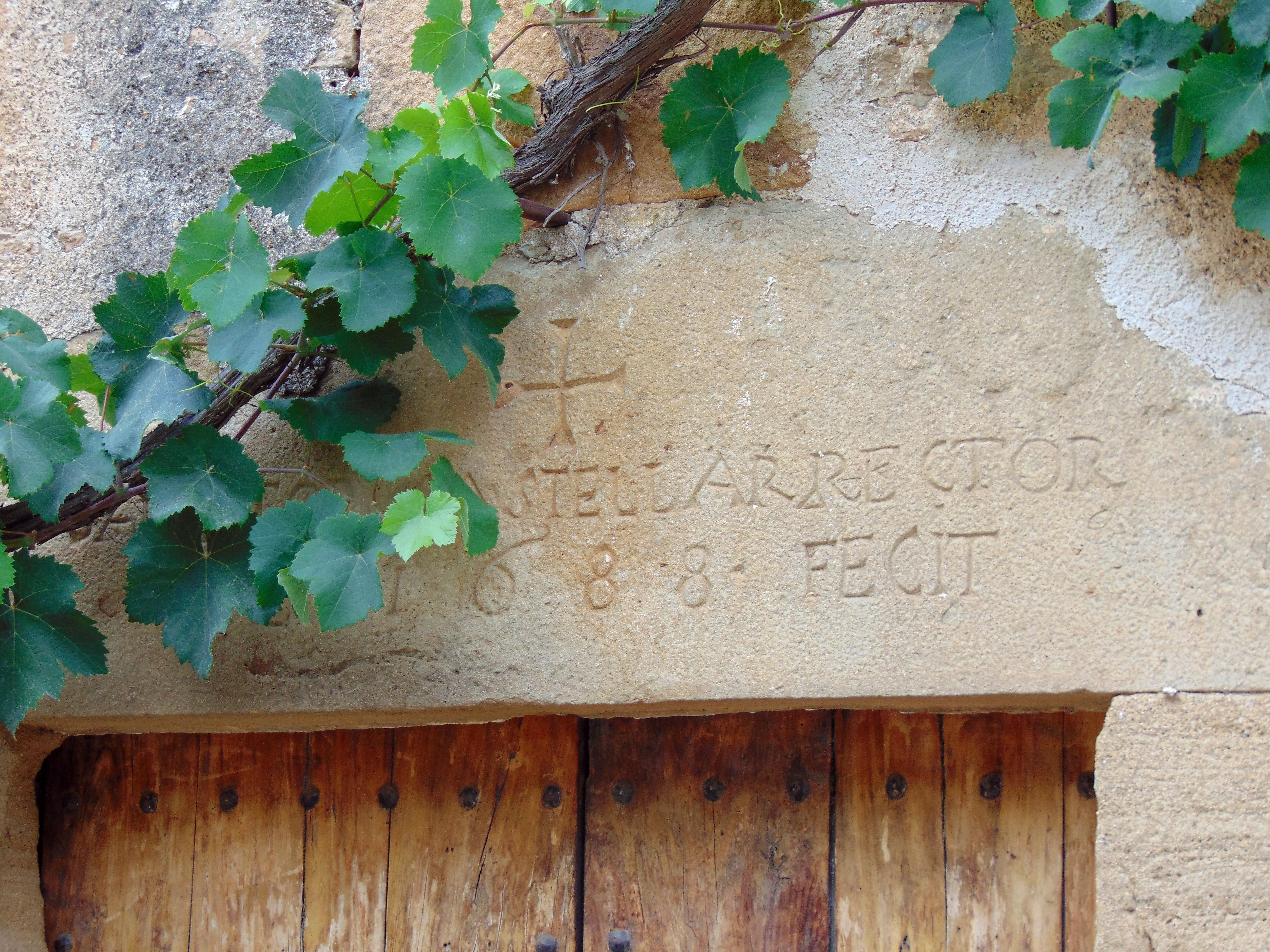
Llinda de la porta

A la llinda de la porta d'accés es pot llegir la següent inscripció: SALVADOR CASTELLAR RECTOR / ME 1688 FECIT. En una llinda de l'interior: 4 DE JANER DE 1661.
A la planta baixa del cos més alt hi ha una capella. La planta pis presenta una gran sala central amb habitacions a cada banda i a més un menjador i una cuina.
A la façana principal hi ha pintat un rellotge de sol amb la inscripció: "jo sense sol i tu sense fe no som res".
Està situat al costat d'un convent de clausura de monges de l'Ordre del Cister, és de la seva propietat i ho lloguen com a casa de colònies o trobades.